# Línea 71 (EMT Valencia)
La línea 71 La Llum-Universitats (La Luz-Universidades) de la EMT de Valencia es una línea de autobús que une el Barrio de la Luz de Chirivella con el campus de los Naranjos.

## Recorrido
Dirección La Luz: Ramon Llull, Blasco Ibáñez, General Elío, Tetuán, Paz, Plaza de la Reina, Ayuntamiento, Quevedo, Jesús, Pérez Galdós, Tres Forques, Tres Cruces, Padre Esteban Pernet, Juan Bautista Comes, Plaza Alquería Nova (Chirivella).
Dirección Universitats: Alquería Nova, Avenida del Cid, Marconi, Padre Esteban Pernet, Tres Cruces, Tres Forques, Cuenca, San Francisco de Borja, San Vicente Mártir, Periodista Azzati, Plaza Ayuntamiento, Pintor Sorolla, Palau de Justícia, Doctor Moliner, Blasco Ibáñez, Ramon Llull.

## Historia
La creación de la línea fue en 1964. En el año 1966 el recorrido comenzaba en la Avenida Barón de Cárcer (Avenida del Oeste) en la calle Huesca, hasta la Avenida del Cid, donde se prolongaba hasta el Barrio de la Luz. Dos años más tarde se prolongó el recorrido por el centro hasta la calle Pascual y Genís. En marzo de 1980 se amplia el itinerario al interior del Barrio de la Luz. A principios de los años 90 cambia el recorrido hacia el centro pues hasta ese momento entraba por la calle Cuenca y luego la calle Hospital pero esta última se peatonalizó, por tanto pasó a circular por la Gran Vía, Bailén, Arzobispo Mayoral en dirección a la Plaza del Ayuntamiento. En 1994 se amplía el recorrido hasta el Campus de los Naranjos al igual que la línea 29, pues hasta ese momento la cabecera era en el campus de Blasco Ibáñez. En el año 2001 en dirección del Barrio de la Luz pasa a acceder por la Calle Padre Esteban Pernet y saliendo por la Plaza Alquería Nova. También se modificó en dirección al centro su paso por la calle Bailén que cambiaba a circular desde la Gran Vía a San Vicente y Periodista Azzati. El 20 de enero de 2011 deja de prestar servicio al C.C. Gran Turia y desde la Plaza Alquería Nova pasa a la Av. Marconi, Padre Esteban Pernet y Tres Cruces en dirección Universitats.

## Otros datos
| Líneas de autobuses que prestan servicio en Valencia |               |                  |
| Línea anterior:                                      | Línea actual: | Línea siguiente: |
| 70 Línea 70                                          | 71 Línea 71   | 72 Línea 72      |